# Tuenti
Tuenti je sociální síť, založená v Madridu, založená na systému pozvánek. Často bývá označována jako „španělský Facebook“. Slovo Tuenti vyslovované španělsky zní jako Twenty vyslovované v angličtině. Stránky jsou v současné době zaměřeny na španělské uživatele a aktuálně jsou přístupné pouze těm, kteří byli pozváni.
Tuenti má vlastnosti mnoha běžných sociálních sítí. Umožňuje uživatelům založit si profil, nahrávat fotky, umisťovat odkazy na videa, spojovat se s přáteli a nedávno byl přidán i chat. Na rozdíl od podobných sociálních sítí, které jsou zaměřeny na bannerovou reklamu, Tuenti reklamu neobsahuje.

## Historie
U zrodu v roce 2006 stáli: Zaryn Dentzel, Kenny Bentley, Adeyemi Ajao, Felix Ruiz a Joaquín Ayuso de Pául.
Výkonný ředitel Dentzela hlavní programátor Bentley měli před svým příchodem do Španělska zkušenosti s pracemi na sociálních sítích ve Spojených státech amerických.
Organizace má v současné době zaměstnance ze zemí celého světa, včetně Španělska, Spojených států amerických, Německa, Polska, Spojeného království a Portugalska.

## Popularita
Statistiky Google Zeitgeist 2009 týkající se slov, jež nabyly nejrychlejšího nárůstu světového vyhledávání ukázaly, že Tuenti figuruje na třetím místě. V roce 2008 stejná statistika ukázala Tuenti jako 4. nejrychleji rostoucí vyhledávání a Alexa Internet rating ukázal stránku jako šestou nejvíce navštěvovanou španělskou stránku.